# Austrocroce occidens
Austrocroce occidens is een insect uit de familie van de Nemopteridae, die tot de orde netvleugeligen (Neuroptera) behoort. 
Austrocroce occidens is voor het eerst wetenschappelijk beschreven door Mansell in 1983.